# Леон Пінінський
Леон Ян Пінінський гербу Яструбець (пол. Leon Jan Piniński; 8 березня 1857, Львів — 4 квітня 1938, там само) — польський учений (правник, історик мистецтва), громадський і політичний діяч. Намісник Галичини. Ректор Львівського університету. «Подоляк».

## Життєпис
Народився 8 березня 1857 року у Львові в родині зем'янина Леонарда Францішека Ксаверія Пінінського (1824—1886) та його дружини Юлії Нікорович.
Навчався в родинному домі у Гримайлові, іспити зрілости склав у польськомовній Першій гімназії Тернополя в 1874 році. Вступив на правничий відділ Львівського університету, у 1876—1877 роках був головою Академічної читальні (пол. Czytelnia Akademicka). 1880 року склав докторат права, після чого виїхав навчатися до Ляйпцига, Відня, Берліна.
Після повернення до Галичини в 1886 році габілітувався. Член Товариства опіки над польськими пам'ятками мистецтва і культури. 8 березня 1912 року іменований почесним членом товариства.
У художника Труша Івана купив портрет Лесі Українки, що зрештою стало причиною до розриву у стосунках між художником та Лесею.
10 січня 1899 року відбулося урочисте відкриття Бучацької державної гімназії за участі Леона Пінінського, який виголосив промову.
Помер 4 квітня 1938 року у Львові. Похований на Личаківському цвинтарі.

## Відзнаки
- Кавалер командорського хреста Ордена Відродження Польщі;
- Почесний громадянин Дрогобича, Тернополя і Львова.